# FSV Harburg
Die Freie Sportvereinigung Harburg war ein Sportverein aus dem Hamburger Stadtteil Wilstorf im Bezirk Harburg, mit den Abteilungen für Fußball, Handball, Ringen, Tischtennis, Turnen und Volleyball.

## Geschichte
In Harburg existierte bereits seit 1865 der Allgemeine Turnverein Harburg (ATV). Durch die Aufhebung und aus Solidarität verließen daraufhin viele Mitglieder den ATV. Am 6. Juni 1893 wurde dann die Arbeiter Turnerschaft von 1893 gegründet. Mit diesem Schritt wurde einer der ältesten Arbeiterturnvereine festgelegt. 1909 gründeten die Männer unter anderem auch eine Fußballabteilung. Nach dem Neuaufbau konnte dann 1928 ein Sportplatz in der Heimfelder Straße eingerichtet werden. Wie alle Arbeitervereine, musste auch die Arbeiter Turnerschaft 1933 den Verein auflösen. 1945 wurde aus dem ehemaligen Arbeitersportvereinen Arbeiter Turnerschaft von 1893, TV Vorwärts von 1808, FC Herta 1909 und Freier Wassersport Harburg der rechtliche Nachfolger die Freie Turn und Sportvereinigung von 1893. Ein Jahr später strich man „Turn“. Im Jahre 2013 fusionierte die FSV Harburg mit dem SV Rönneburg zur FSV Hamburg-Rönneburg.

### Männerfußball
Im Jahr 1980 konnte sich die Fußballmannschaft der Männer für die Hauptrunde im DFB-Pokal 1980/81 qualifizieren. In der ersten Runde musste man zum SV Waldhof Mannheim reisen, wo man mit 0:8 verlor.

### Frauenfußball
Die Fußballerinnen des FSV Harburg hatten in den späten 1970er und frühen 1980er Jahren ihre erfolgreichste Zeit. Fünfmal wurden die Harburgerinnen Hamburger Meister und qualifizierten sich damit für die deutsche Meisterschaft. Dabei erreichte die Mannschaft 1979 und 1980 jeweils das Viertelfinale. Kurios verliefen die Viertelfinals im Jahre 1980. Der FSV hatte das Hinspiel beim FC Bayern München mit 0:5 verloren und gewann das Rückspiel auf eigenem Platz mit 4:0.
Dazu kamen zwei Pokalsiege und -teilnahmen am DFB-Pokal der Frauen, wo die Harburgerinnen jeweils das Viertelfinale erreichten. Das Aus kam in der Saison 1982/83 mit 1:4 nach Verlängerung gegen den VfL Wittekind Wildeshausen. Ein Jahr später scheiterte der FSV mit 0:6 an Eintracht Wolfsburg.

### Handball
Auf dem Großfeld spielten die Handball-Herren des Klubs bereits 1955 in der Stadtliga, der damals zweithöchsten Hamburger Spielklasse. Sie spielten sich auf dem Kleinfeld in den 1960er Jahren von der fünften in die erste Division, die damals höchste Hamburger Spielklasse, nach vorne.

### Ringen
Die Ringerabteilung wurde 1965 Hamburger Mannschaftsmeister. Mitte der 1960er Jahre rang man in der Oberliga Nord. Noch 1990 stellte der Verein mit Carsten von Appen einen norddeutschen Meister. Ende der 1990er Jahre kämpfte der Klub in einer Kampfgemeinschaft mit dem TSV Wandsetal in der Regionalliga Nord.